# ワイパフ (ハワイ州)
ワイパフ（英: Waipahu）は、アメリカ合衆国ハワイ州ホノルル統合市郡の国勢調査指定地域（CDP)である。人口は3万9927人（2020年）。オアフ島のエワ地区にあり、元は砂糖のプランテーションがある町だった。

## 歴史
ワイパフとは自噴泉の名前である。ハワイ語で「ワイ」は「水」、「パフ」は「破裂」あるいは「迸り出る」を意味する。ハワイ先住民は地面から湧き出る冷たく清澄な水を喜び、この泉をワイパフと名付けた。西洋文明がハワイに入ってくる以前、ハワイ人はワイパフをオアフ島の首都と見なしていた。ハワイ王国の王族がしばしば集まって、ワイパフの泉から湧き出る新鮮な水を楽しんでいた。
1897年、オアフ砂糖会社が法人化され、その取締役会がワイパフに砂糖精製工場を置いた。1897年から1940年までこの会社のマネジャーを務めたのがオーガスト・アーレンズ（1897年-1904年）、E・K・ブル（1904年-1919年）、J・B・トンプソン（1919年-1923年）、E・W・グリーン（1923年-1937年）、およびハンス・ロランジ（1937年-1956年）だった。
会社はフィリピン、日本、中国、ポルトガル、ノルウェイなど多くの国から労働者を輸入した。ハワイ人の労働者の方が少なかった。会社の初期労働者の大半は日本人か中国人だった。どちらの集団も異なるキャンプに分かれて入った。この分割は異なる文化と言語の障壁の故だと言われてきた。
労働者は平均給与として月12.50ドルを受け取った。しかし、フィリピン人移民は輸入コストが最も安かったので、給与も平均より低く、月10.00ドル未満だった。中国人は概して他より高く、月平均15.00ドルだった。
オアフ砂糖会社は1995年に収穫を行った後にプランテーションの経営を止めた。
1923年、現在ハンス・ロレンジ・フィールドと呼ばれる運動競技場が建設された。今日、この公園は主に野球に使われ、ハワイ・パシフィック大学の男子野球チームであるシー・ウォリアーズのホーム球場になっている。2008年まではハワイ・ウィンターリーグのチームであるノースショア・ホヌとウエストオアフ・ケインファイアーズが本拠地にしていた。
1973年、ホノルル市・郡とハワイ州がワイパフの砂糖工場の向かいの土地40エーカー (160,000 m2) を買収し、ワイパフ文化と庭園公園を設立した。この公園は今日、ハワイ・プランテーション村と呼ばれ生きた歴史の博物館になっている。
1997年、ハワイ州知事ベン・カエタノが1997年6月から11月までをワイパフ100周年月間と宣言した。ワイパフの100周年を祝うために多くの活動や行事が開催された。
2008年、ワイパフにあるワイピオ・リトルリーグからリトルリーグ・ワールドシリーズに出場した。8月28日にはメキシコのマタモロスのチームを12対3で破り優勝した。同じチームが2010年8月28日にもテキサス州ペアランドのチームを破って全米チャンピオンになったが、翌8月29日に東京の江戸川南LLに敗れて国際チャンピオンを逃した。

## 地理

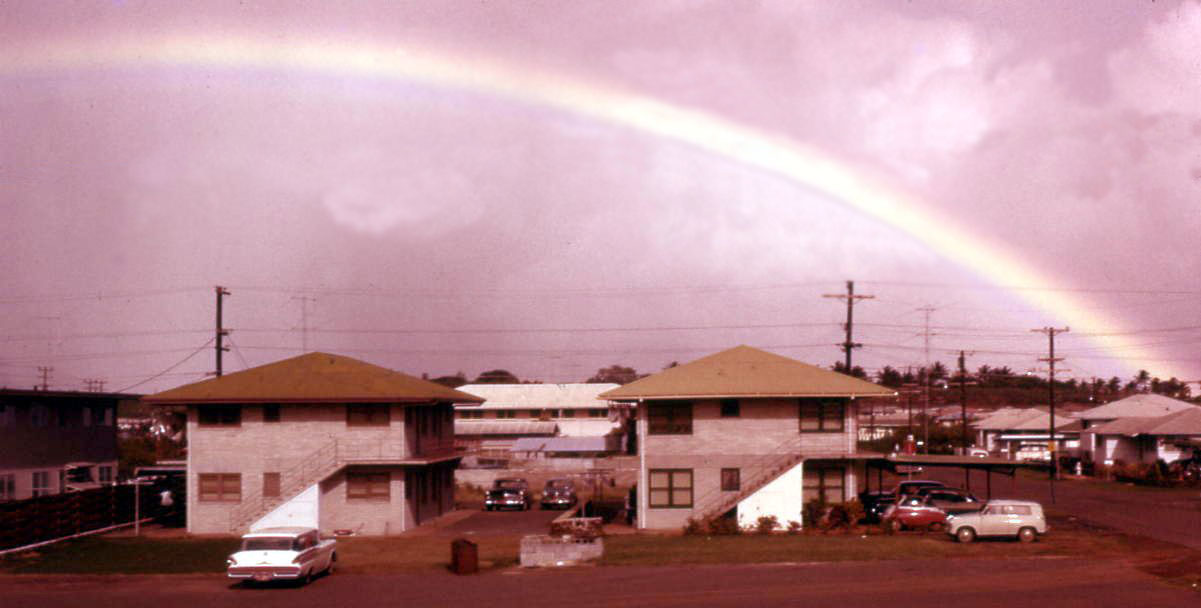
ワイパフのファーリントン・ハイウェイの上に架かった虹、1958年

ワイパフは真珠湾のミドル・ロックとウェスト・ロックの北岸にある。州間高速道路ハワイ1号線とファーリントン・ハイウェイ（ハワイ州道90号線）がワイパフの全長にわたって東西に走っている。隣接地域にはワイピオ、ビレッジパーク、ロイヤルクニア（以上は国勢調査指定地域またはそれに準じる）、ワイケレがあり、郵便用住所にはワイパフを用い、ワイパフの一部とも考えられることが多い。
ワイケレは州間高速道路ハワイ1号線の北側にある。ワイケレは新しい小区画で構成され、大規模なアウトレット・ショッピングセンターがあり、世界に知られたゴルフ場がある。ワイパフの西、道路沿いの両側にマカキロとカポレイがあり、その先はリーワード海岸である。東にはパールシティと州間高速道路ハワイ2号線のワイピオに行くインターチェンジがある。ワイパフの西端はクニア道路（州道750号線）であり、州間高速道路ハワイ1号線の北にはワイパフの新成長地域であるロイヤルクニアとビレッジパークに繋がり、その先は中央平原を横切ってクニアとスコフィールド・バラックス、ウィーラー陸軍航空基地、ワヒアワに繋がる。クニア道路はファーリントン・ハイウェイの南でフォートウィーバー道路（州道76号線）となり、ホノウリウリとエワビレッジズを通って南のエワビーチに至る。
アメリカ合衆国国勢調査局に拠れば、ワイパフの全面積は2.8平方マイル (7.2 km2)であり、全て陸地である。

## 人口動態

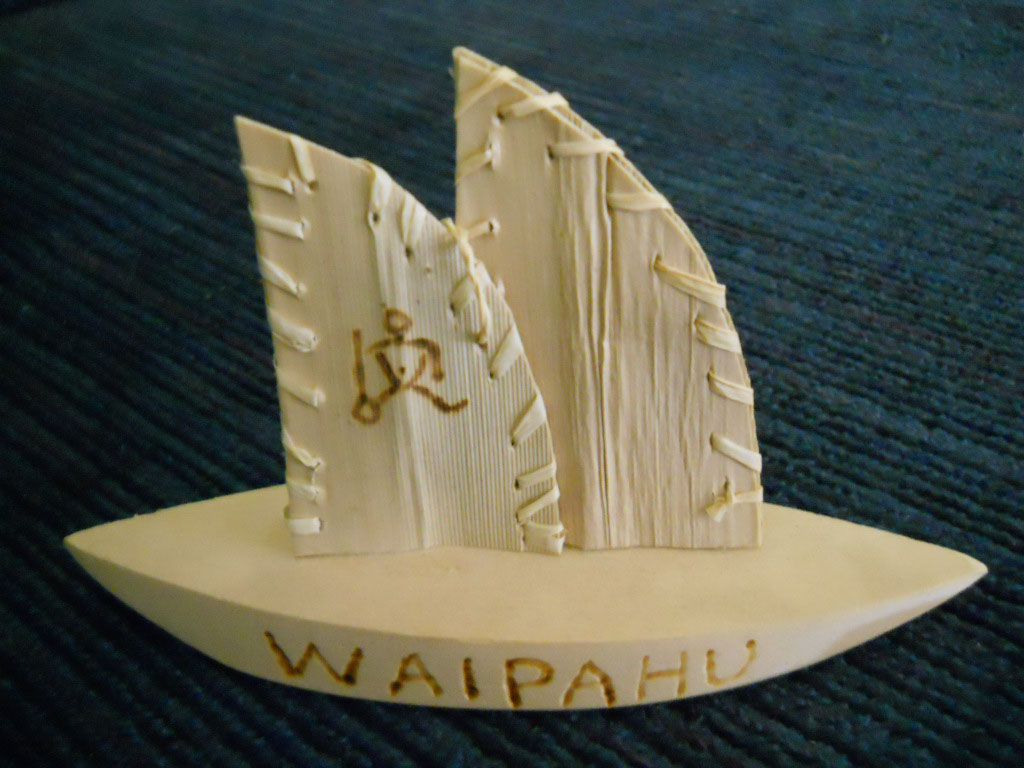
お土産用木製ボートのミニチュア

以下は2000年国勢調査による人口統計データである。
| 基礎データ - 人口: 33,108 人 - 世帯数: 7,566 世帯 - 家族数: 6,431 家族 - 人口密度: 4,974.0/人/km2（12,882.8 人/mi2） - 住居数: 8,033 軒 - 住居密度: 1,206.8軒/km2（3,125.7 軒/mi2） 人種別人口構成 - 白人: 4.73% - アフリカン・アメリカン: 0.93% - ネイティブ・アメリカン: 0.14% - アジア人: 67.1% - 太平洋諸島系: 12.31% - その他の人種: 0.86% - 混血: 15.26% - ヒスパニック・ラテン系: 6.09% 年齢別人口構成 - 18歳未満: 26.4% - 18-24歳: 9.5% - 25-44歳: 26.8% - 45-64歳: 21.5% - 65歳以上: 15.8% - 年齢の中央値: 36歳 - 性比（女性100人あたり男性の人口） - 総人口: 97.6 - 18歳以上: 95.3 | 世帯と家族（対世帯数） - 18歳未満の子供がいる: 36.2% - 結婚・同居している夫婦: 59.8% - 未婚・離婚・死別女性が世帯主: 18.1% - 非家族世帯: 15.0% - 単身世帯: 11.1% - 65歳以上の老人1人暮らし: 6.0% - 平均構成人数 - 世帯: 4.23人 - 家族: 4.37人 収入と家計 - 収入の中央値 - 世帯: 49,444米ドル - 家族: 51,855米ドル - 性別 - 男性: 28,295米ドル - 女性: 23,818米ドル - 人口1人あたり収入: 14,484米ドル - 貧困線以下 - 対人口: 13.8% - 対家族数: 10.6% - 18歳未満: 17.0% - 65歳以上: 13.9% |

## 政府の機関

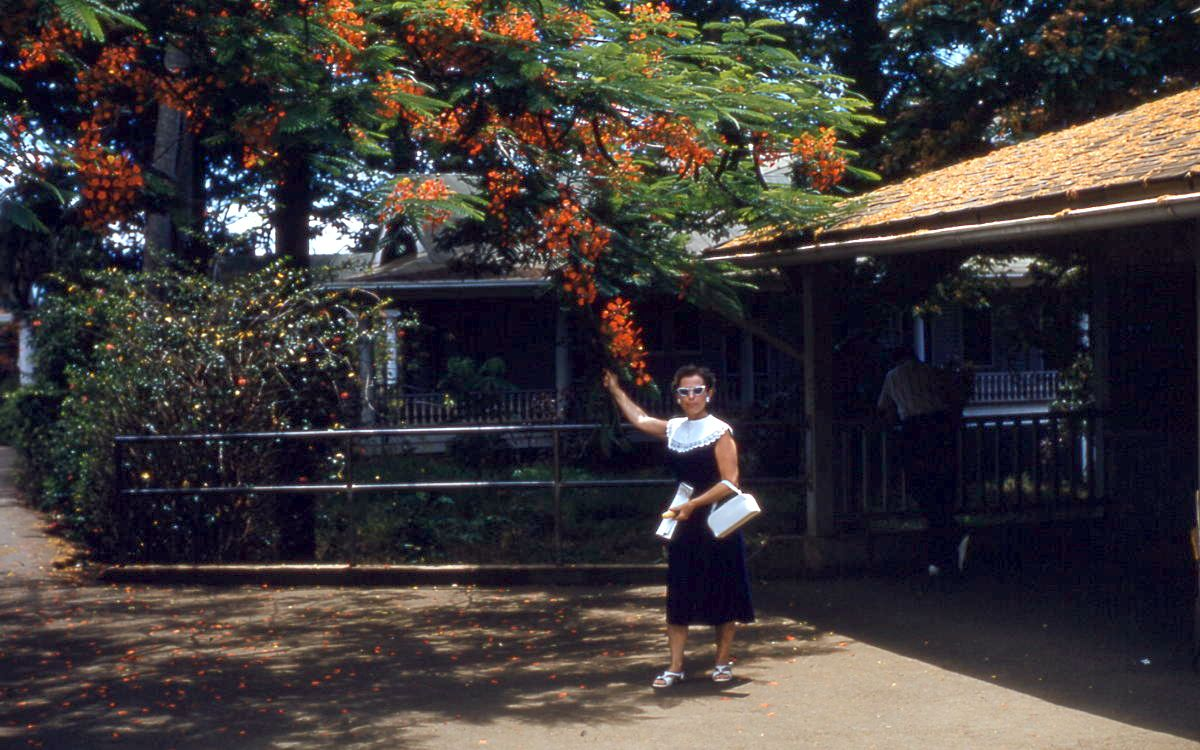
ワイパフ郵便局、1959年

アメリカ合衆国郵便公社がワイパフでワイパフ郵便局を運営している。
ハワイ州公衆安全省がワイパフに近い地域でワイアワ矯正施設を運営している。

## 教育
ハワイ州教育省が公立学校を運営している。
ワイパフには2つの高校学区があり、ワイパフ高校に入学する生徒がおれば、パールシティ高校に入学する生徒もいる。小学校は3校、中学校1校がある。

## ハワイ・プランテーション村
ハワイ・プランテーション村は現在屋外博物館となっており、ハワイのプランテーションで働いた人々の生活様式と経験を伝えている。
この博物館は1992年9月20日に開館し、1800年代半ばから1940年代の間にプランテーション労働者としてハワイに来た多国籍集団が当初使った家屋やその複製品を展示している。
月曜から土曜の午前10時から午後2時まで、毎時始めにガイドツアーが出発する。

## 著名な出身者
- エドワード・スノーデン - アメリカ国家安全保障局元職員、PRISMの詳細を漏えいした[15]